# Тетракис(иодо(триметил)платина)
Тетракис[иодо(триметил)платина] — металлоорганическое соединение
платины
с формулой [Pt(CH3)3I]4,
жёлтые кристаллы,
не растворяется в воде.

## Получение
- Реакция гексахлороплатината(IV) калия и метилмагнийиодидом (реактив Гриньяра):

{\displaystyle {\mathsf {4K_{2}[PtCl_{6}]+12(CH_{3})MgI\ {\xrightarrow {}}\ [Pt(CH_{3})_{3}I]_{4}+8MgCl_{2}+4MgI_{2}+8KCl}}}

## Физические свойства
Тетракис[иодо(триметил)платина] образует жёлтые кристаллы.
Не растворяется в воде и ацетоне, растворяется в неполярных растворителях.